# مطار أوباري
مطار أوباري هو مطار داخلي يخدم مدينة أوباري جنوب ليبيا.

## شركات الطيران
| شركات الطيران         | الوجهات |
| --------------------- | ------- |
| الخطوط الجوية الليبية | طرابلس  |